# Чаплиевка (Луганская область)
Чапли́евка (укр. Чапліївка; до 2016 г. Кра́сная Чапли́евка) — село, относится к Троицкому району Луганской области Украины.
Население по переписи 2001 года составляло 39 человек. Почтовый индекс — 92123. Телефонный код — 6456. Занимает площадь 6,5 км². Код КОАТУУ — 4425485006.

## Местный совет
92123, Луганская обл., Троицкий р-н, пос. Приволье, пер. Парковый, 14